# Droga krajowa nr 11 (Polska)
Droga krajowa nr 11 – droga krajowa klasy GP oraz na niektórych odcinkach klasy S w zachodniej części Polski o długości 618 km. Przebiega południkowo przez województwa: zachodniopomorskie, wielkopolskie, opolskie i śląskie.

## Historia numeracji
Na przestrzeni lat trasa posiadała różne oznaczenia:
| Numer | Numer | Przebieg                                                                | Lata obowiązywania                   | Źródło | Uwagi |
| ----- | ----- | ----------------------------------------------------------------------- | ------------------------------------ | --- | --- |
| 10    | 10    | (Byczyna) Kępno – Ostrów – Poznań                                       | 1920 – lata 40.                      | Ustawa z dnia 10 grudnia 1920 r. o budowie i utrzymaniu dróg publicznych w Rzeczypospolitej Polskiej (Dz.U. z 1921 r. nr 6, poz. 32) | |
| 50    | 50    | Kołobrzeg – Koszalin – Bobolice                                         | 1952 – 1985                          | - Mapa samochodowa Polski 1:1 000 000, Państwowe Przedsiębiorstwo Wydawnictw Kartograficznych, 1962, Warszawa - Samochodowy atlas Polski 1:500 000, wydanie piąte, Państwowe Przedsiębiorstwo Wydawnictw Kartograficznych, 1979, Warszawa - Samochodowy atlas Polski 1:500 000, wydanie dziewiąte, Państwowe Przedsiębiorstwo Wydawnictw Kartograficznych, 1984, Warszawa                   | Na niektórych mapach (np. na mapie z 1962 r. i atlasie z 1984 r.) na odcinku Kołobrzeg – Koszalin oznaczana jako droga drugorzędna |
| 31    | 31    | Bobolice – Szczecinek – Podgaje                                         | 1952 – 1985                          | Samochodowy atlas Polski 1:500 000, wydanie dziewiąte, Państwowe Przedsiębiorstwo Wydawnictw Kartograficznych, 1984, Warszawa | |
| T83   | T83   | Podgaje – Jastrowie                                                     | 1952 – 1985                          | Samochodowy atlas Polski 1:500 000, wydanie dziewiąte, Państwowe Przedsiębiorstwo Wydawnictw Kartograficznych, 1984, Warszawa | |
| 155   | 155   | Jastrowie – Piła – Ujście – Chodzież – Rogoźno – Oborniki – Poznań      | 1952 – 1985                          | Samochodowy atlas Polski 1:500 000, wydanie dziewiąte, Państwowe Przedsiębiorstwo Wydawnictw Kartograficznych, 1984, Warszawa | |
| 38    | 42    | Poznań – Kórnik – Jarocin – Pleszew                                     | 38: 1952 – 1985 42: 1985 – 2000/2001 | - Mapa samochodowa Polski 1:1 000 000, Państwowe Przedsiębiorstwo Wydawnictw Kartograficznych, 1962, Warszawa - Samochodowy atlas Polski 1:500 000, wydanie dziewiąte, Państwowe Przedsiębiorstwo Wydawnictw Kartograficznych, 1984, Warszawa - Uchwała nr 192 Rady Ministrów z dnia 2 grudnia 1985 r. w sprawie zaliczenia dróg do kategorii dróg krajowych (M.P. z 1986 r. nr 3, poz. 16) | Od lat 70. na odcinku Poznań – Kórnik w standardzie drogi dwujezdniowej                                                            |
| 37    | 43    | Pleszew – Ostrów Wielkopolski – Ostrzeszów – Kępno – Kluczbork – Olesno | 37: 1952 – 1985 43: 1985 – 2000/2001 | - Mapa samochodowa Polski 1:1 000 000, Państwowe Przedsiębiorstwo Wydawnictw Kartograficznych, 1962, Warszawa - Samochodowy atlas Polski 1:500 000, wydanie dziewiąte, Państwowe Przedsiębiorstwo Wydawnictw Kartograficznych, 1984, Warszawa - Uchwała nr 192 Rady Ministrów z dnia 2 grudnia 1985 r. w sprawie zaliczenia dróg do kategorii dróg krajowych (M.P. z 1986 r. nr 3, poz. 16) | |
| ?     | 43    | Olesno – Lubliniec – Tarnowskie Góry – Bytom                            | 43: 1985 – 2000/2001                 | - Mapa samochodowa Polski 1:1 000 000, Państwowe Przedsiębiorstwo Wydawnictw Kartograficznych, 1962, Warszawa - Samochodowy atlas Polski 1:500 000, wydanie dziewiąte, Państwowe Przedsiębiorstwo Wydawnictw Kartograficznych, 1984, Warszawa - Uchwała nr 192 Rady Ministrów z dnia 2 grudnia 1985 r. w sprawie zaliczenia dróg do kategorii dróg krajowych (M.P. z 1986 r. nr 3, poz. 16) | Nieznane oznaczenie przed 1985 r.                                                                                                  |

## Droga ekspresowa S11
W przyszłości przebieg drogi krajowej numer 11, na odcinku od Koszalina do przecięcia z autostradą A1 w Piekarach Śląskich ma stanowić droga ekspresowa S11. Obecnie na odcinku o łącznej długości ok. 86,5 km posiada ona status drogi ekspresowej.

## Ważniejsze miejscowości leżące na trasie 11
- Kołobrzeg (S6) - obwodnica miejska klasy GP
- Koszalin (S6) - obwodnica S11
- Bobolice (DK25) - obwodnica S11
- Szczecinek (DK20) – obwodnica S11/DK20
- Okonek
- Podgaje (DK22)
- Jastrowie (DK22)
- Piła (DK10) – obwodnica[c]
- Ujście – obwodnica (planowana)
- Chodzież
- Budzyń – obwodnica
- Rogoźno – obwodnica
- Oborniki
- Poznań (A2, S5, DK5, DK92) – obwodnica zachodnia i południowa
- Kórnik – obwodnica S11
- Środa Wielkopolska – obwodnica
- Miąskowo (DK15)
- Jarocin (DK12, DK15) – obwodnica S11 (częściowo)
- Pleszew (DK12) – obwodnica
- Ostrów Wielkopolski (DK25, DK36) – obwodnica S11
- Antonin (DK25)
- Ostrzeszów obwodnica S11 (planowana)
- Kępno – obwodnica S11
- Mroczeń (DK39)
- Byczyna
- Kluczbork (DK42, DK45) – obwodnica
- Olesno – obwodnica S11
- Lubliniec (DK46) – obwodnica zachodnia
- Tarnowskie Góry (DK78) – obwodnica miejska
- Bytom (A1, DK78, DK79, DK88, DK94)